# Theodor Oettli
Theodor Oettli (* 26. Januar 1884 in Bern; † Ende 20. Jahrhundert) war ein deutscher Psychiater und langjähriger Kurarzt in St. Moritz, der „psychiatrische, philosophische und historische Arbeiten“ verfasste.

## Leben
Oettli absolvierte das Gymnasium in Greifswald, das er 1903 mit dem Abitur verließ. Er studierte Medizin an den Universitäten Greifswald (5 Semester), Kiel (3 Semester), Leipzig (1 Semester) und Breslau (1 Semester), absolvierte 1909 das Staatsexamen und promovierte 1910 in Greifswald mit einer Dissertation über „Eine Endemie von traumatischen Neurosen“.
Er war der Leibarzt von Louis Ferdinand von Preußen (1907–1994).
Er war ein Gegner der Novemberrevolution, u. a. da „für Ehre und Ehrgemeinschaften … kein Raum in der wahrhaft demokratischen Republik“ mehr gewesen sei.
In seinem Buch Man kann es auch so sehen von 1936 liefert Oettli den „Versuch einer Ätiologie des Großen Krieges, soweit es um dessen deutschen Anteil geht, eine tieflotende Sozialpathologie des Kaiserreiches“. das Buch charakterisiert sich durch „geistvollen Glossen eines Moralisten“; die „Gestalten Bismarcks und Wilhelms II. macht Theodor Oettli zum Gegenstand geistreicher Plauderei“. Es wurde in Deutschland „schnell unterdrückt“ und blieb „praktisch unbekannt“.
Er wirkte später bis zu seinem Lebensende als Kur- und Hausarzt im Engadin; er wohnte in Celerina/Schlarigna.
Erich Friedrich Podach widmete ihm ein Buch.

## Schriften
- Eine Endemie von traumatischen Neurosen. Adler, Greifswald 1909, OCLC 246012778.
- Geistige Gefahren unserer Zeit: Vortrag, gehalten an der Volkshochschule in Chur im Dezember 1932. Chur, 1933, OCLC 610743243.
- Man kann es auch so sehen: Glossen eines Moralisten zur Vorgeschichte dieser Zeit. Gotthelf-Verlag, Bern/Leipzig 1936, OCLC 72319042.
- Paracelsus und St. Moritz: Ansprache anläßlich einer Gedenkfeier in St. Moritz. In: Schweizerische Medizinische Wochenschrift. Band 71, H. 39, 1941, OCLC 72319044.
- Sommerkuren in St. Moritz-Bad. St. Moritz, 1943, OCLC 729186960.
- Psychosomatik und Naturwissenschaft. In: Praxis. Band 41, H. 10 (6. März 1952), S. 199–206, OCLC 759171369.
- Psychose und Gemeinschaft. In: Praxis. Band 44, H. 32 (11. August 1955), S. 724–728.
- Acclimatization difficulties in the upper Engadine. In: The Practitioner. Band 180, London, 1958, S. 590–595, OCLC 604440103.